# Feldheim (Treuenbrietzen)
Feldheim ist ein Ortsteil der Stadt Treuenbrietzen in Brandenburg und der erste und bisher einzige energieautarke Ort Deutschlands. Feldheim erhielt bereits mehrere Auszeichnungen für sein Engagement im Bereich der erneuerbaren Energien.
Feldheim nahm 2011 am Wettbewerb Unser Dorf hat Zukunft des Bundesministeriums für Landwirtschaft und Infrastruktur teil. Die Stadt Treuenbrietzen unterstützte Feldheim mit amtlichen Auskünften für die Darstellung der Leitfragen und die Bereitstellung von Plänen. Dabei wurde auch der Flächennutzungsplan einbezogen.

## Geografie

### Siedlungsstruktur
Die Flächengröße der Gemarkung Feldheim beträgt 1570 Hektar. Die Ortsteile sind als Straßendörfer angelegt. Die Bebauung ist durch die Landwirtschaft geprägt. Im Dorfkern, dem jeweils ältesten Teil des Dorfes, finden sich viele ehemalige Bauerngehöfte, aus den im Fläming typischen Vierseithöfen. Diese werden auch vielfach noch von mehreren Generationen bewohnt.
Die Bebauung außerhalb des alten Ortskern besteht aus einzelnen kleineren Gehöften und Siedlungshäusern. Die Gebäude und Stallanlagen des landwirtschaftlichen Betriebes schließen sich unmittelbar an die Ortsränder an.

### Geologie
Der Ortsteil Feldheim und Schwabeck liegt auf einer sogenannten Fläming-Hochfläche auf etwa 150 Metern Höhe. Die Hochfläche steigt insgesamt leicht in Richtung Norden und Nordwesten an. Das heutige Oberflächenprofil wurde durch die Endmoränenbildungen des Warthestadiums der Saalevereisung entscheidend geprägt. Verbliebene Kuppen bilden mit flachmuldigen Talungen und Becken das Relief dieser Landschaft. Besonders markant sind die tiefgefurchten, nacheiszeitlichen Rummeln. Von besonderer Bedeutung für die Nutzung ist eine in West-Ost-Richtung verlaufende etwa fünf km breite Lössandverwehung. Diese Schicht (0,6 bis 0,8 m stark) befindet sich grundwasserfern auf einer mächtigen Sandablagerung. Oberflächenwasser tritt vor allem als Fließgewässer ganz im Süden (Zahna) zutage. Grundwasser ist erst in größeren Tiefen von 50 bis 80 m anzutreffen. Das sporadisch auftretende, schnell abfließende Oberflächenwasser hat zur Bildung der charakteristischen Dorfteiche und zahlreichen Kleingewässer geführt.

## Geschichte

### Ortsgeschichte
Feldheim ist zuerst in einem Verzeichnis der Kirchdörfer der Propstei Wittenberg genannt, während Schwabeck stets als „Filial von Feldheim“ bezeichnet wird. Erstmals urkundlich erwähnt wurden die Flämingdörfer Feldheim und Schwabeck im kurfürstlichen Kopialbuch, einem Lehnsverzeichnis des sächsischen Kurfürsten in den Jahren 1388 bis 1390. Im Jahr 1436 wurden beide Dörfer zu kurfürstlichen Amtsdörfern ernannt.
Am 1. Juli 1950 wurde die bis dahin eigenständige Gemeinde Schwabeck eingegliedert.
Die Dörfer Feldheim und Schwabeck sind seit der Gemeindegebietsreform 2001 ein Ortsteil der Stadt Treuenbrietzen. Feldheim war vorher mit seinen Ortsteilen Schwabeck und Schwabeck/Gasthof bis zum Jahr 2002 eigenständig. Geschichtlich betrachtet gehörten Feldheim und Schwabeck bis zum Jahr 1950 zum Kreis Wittenberg in Sachsen-Anhalt und wurden dann in den neu gebildeten Kreis Jüterbog eingegliedert.
Seitdem verfügt der Ortsteil Feldheim/Schwabeck über einen Ortsbeirat, bestehend aus drei Mitgliedern, aus denen der Ortsvorsteher hervorgeht. Die Ortsbeiratssitzungen finden im Ort regelmäßig vierteljährlich statt, Einwohnerversammlungen werden je nach Bedarf durchgeführt.

### Demografie
Geschichtlich betrachtet konnte man die größte Bevölkerungsdichte in beiden Ortschaften in den Nachkriegsjahren (ab etwa 1945) durch den Zustrom von Flüchtlingen aus dem Osten Deutschlands sowie von Wehrmachtseinheiten registrieren. Der Aufbau des Sozialismus Anfang der 1950er Jahre bedeutete für die Großbauern im Ort eine Veränderung und die Folge war eine Massenflucht der Bauern.
Der demografische Wandel hinterlässt auch in Feldheim seine Spuren. In den letzten 20 Jahren sind Einwohnerverluste deutlich erkennbar. 1990 zählte die Gemeinde Feldheim 162 Einwohner, 2010 waren es 128. Schwabeck hatte 1990 noch 100 Einwohner, 2010 waren es 87. Berücksichtigt wurden hierbei nur Einwohner mit einer Hauptwohnung ohne Registrierung der Nebenwohnungen. Alteingesessene Bürger bleiben zumeist bis ins hohe Alter im Heimatort.

## Wappen
Feldheim und Schwabeck sind seit 1994 im Besitz eines eigenen Wappens. Die Bedeutung wird wie folgt erläutert: Die Doppelsymbolik des Wappens kennzeichnet, dass in der Gemeinde die zwei Dörfer Feldheim und Schwabeck zusammengeschlossen sind. Für Feldheim steht die stilisierte Kirche als für den Ort besonderes Baudenkmal. Dabei handelt es sich um einen 1829 errichteten klassizistischen Putzbau mit Wellendach und oktogonalem Dachreiter über der Mittelachse. Das Dorf Schwabeck wird durch einen Schwan repräsentiert, der auf ein nicht mehr vorhandenes altes Dorfsiegel zurückgeführt wird.

## Ökologie
Im Jahr 2009 wurden eine Holzhackschnitzel-Heizung und das Wärmeverteilzentrum gebaut. Im Jahr 2010 wurde Feldheim als Bioenergiedorf ausgezeichnet. Das Preisgeld wird zur Weiterentwicklung im Ort eingesetzt.
In Feldheim gibt es das Neue Energien Forum Feldheim, das im ehemaligen Gasthof „Zur Linde“ mit dazugehörigem Vierseithof entstand. Es ist ein modernes Forschungs- und Bildungszentrum, das sich ganz dem Thema der erneuerbaren Energien widmet. Windenergieanlagen, eine Biogasanlage und ein Holzhackschnitzelkraftwerk erzeugen aus regenerativen Quellen Strom und Wärme. Es gibt ein Nahwärmenetz und ein eigenes Stromnetz. In der Gegend um Feldheim stehen (Stand Mitte 2022) 55 Windräder. Seit Oktober 2020 ist Feldheim energieautark.

## Wirtschaft

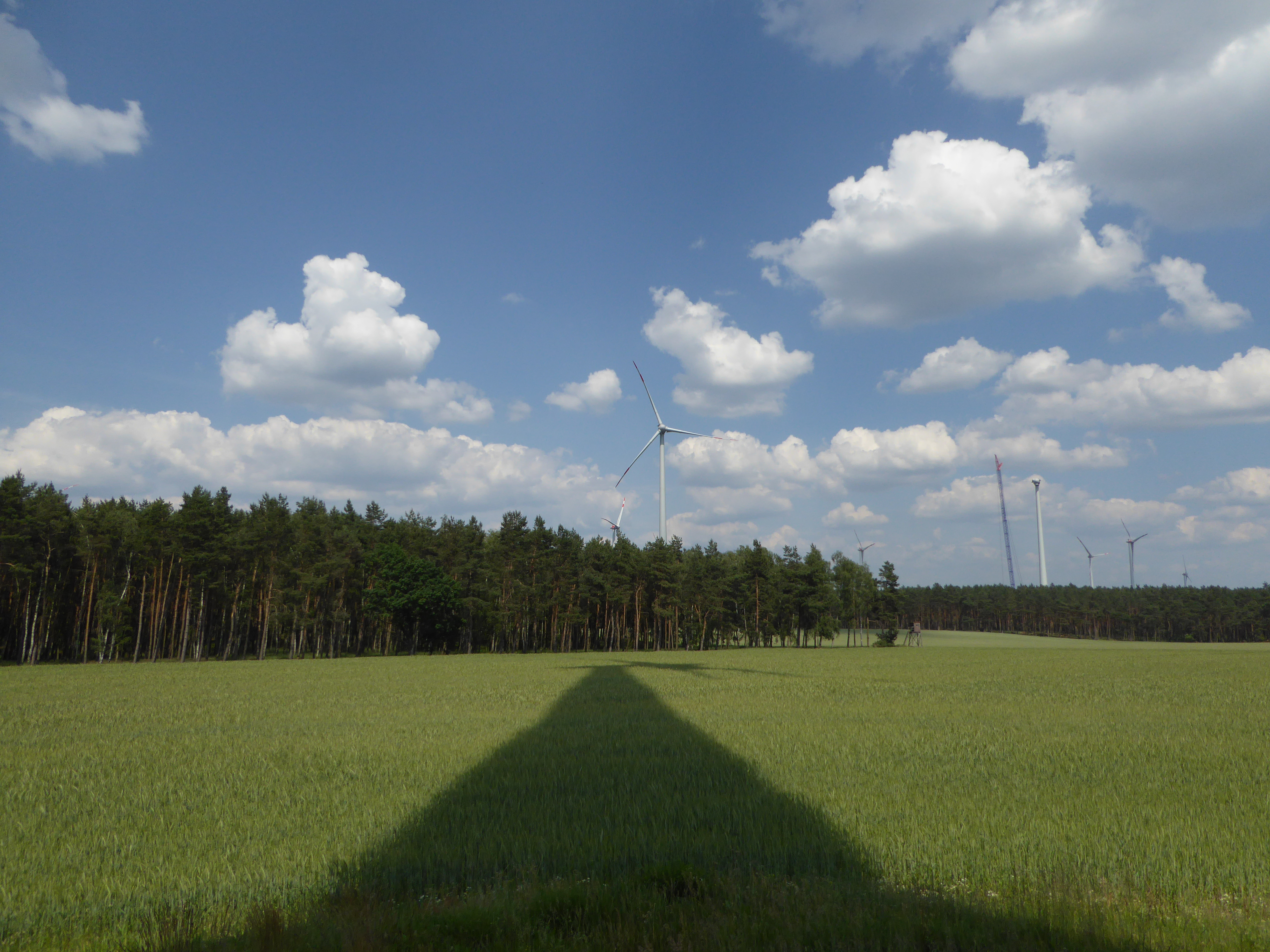
Windkraftnutzung in Feldheim

Die Wirtschaftsstruktur in Feldheim ist bis heute durch die Landwirtschaft geprägt. Seit 2010 hat sich Feldheim zu einem überregional bekannten Standort der Anwendung Erneuerbarer Energien und zu einem Tourismusmagnet auf der Basis erneuerbarer Energien entwickelt.

### Agrargenossenschaft Fläming eG Feldheim
Die Agrargenossenschaft Fläming eG Feldheim ist der größte Arbeitgeber vor Ort. Derzeit werden im Unternehmen 28 Arbeitskräfte und zwei Azubis aus Feldheim und den umliegenden Gemeinden beschäftigt. Bewirtschaftet werden Acker- und Grünland in Feldheim und umliegenden Gemarkungen. In Feldheim wird Schweineproduktion und im Nachbarort Milchproduktion betrieben sowie das Halten von Mutterkühen auf den Grünlandflächen. Weiterhin betreut die Agrargenossenschaft die neue Biogasanlage aus dem Projekt Energieautarker Ort Feldheim. Auf den Flächen werden Getreide, Raps, Silomais und Zuckerhirse angebaut. Das Erntegut wird als Futter zur Versorgung des Tierbestandes und als Rohstoff für die Biogasanlage sowie zur Marktproduktion verwendet.
Am 1. April 1991 wurde die Agrargenossenschaft Fläming eG Feldheim gegründet. Vorangegangen war eine seit 1954 mehr oder weniger freiwillig organisierte genossenschaftliche Zusammenarbeit. Die in der landwirtschaftlichen Produktionsgenossenschaft geprägten Strukturen mussten nun auf die neue rechtliche Lage umgestellt werden. Obwohl viele Probleme wie marode Anlagen und Technik, Arbeitskräfteabbau auftraten, kann jetzt nach 20 Jahren auf ein stabiles Unternehmen geblickt werden, das weiterhin bestrebt ist, Arbeits- und Ausbildungsplätze vor Ort zu erhalten. Je nach Möglichkeit werden die ortsansässigen Vereine bei der Vereinsarbeit unterstützt, z. B. durch Bereitstellung von Technik und Sponsoring bei Vereinsfesten.
Ein neues Betätigungsfeld der Agrargenossenschaft ist die Lieferung von Inputstoffen für die Erzeugung von Energie und Wärme sowie die Beschickung und Betreuung der Biogasanlage und der Wärmeverteilzentrale als Dienstleistung. Neben den neuen Bereichen Biogas und Wärmeversorgung, sind natürlich auch in den angestammten Produktionsrichtungen der Primärproduktion innovative Schritte unternommen worden, um das Interesse von jungen Menschen für die Landwirtschaft zu wecken. Zu nennen wäre hier die Abnahmeautomatik im Melkstand und der Tränkeautomat in der Kälberaufzucht sowie das automatische Lenksystem an Traktoren durch GPS-Ortung.

### Energiequelle GmbH
Seit dem Jahre 1997 ist das Unternehmen Energiequelle GmbH in Feldheim tätig. Von diesem Unternehmen wurde auf der Gemarkung Feldheim am östlichen bis südlichen Ortsrand in der Zeit von 1997 bis 2019 ein Windpark mit 55 Windkraftanlagen mit einer installierten Leistung von insgesamt 74,1 MW errichtet. Seit September 2015 stabilisiert das Regionale Regelkraftwerk (RRKW) mit 10 MW Leistung das überregionale Stromnetz. Das RRKW wurde von der Energiequelle GmbH und der Enercon GmbH entwickelt. Eine Biogasanlage betreibt die Energiequelle GmbH gemeinsam mit der Agrargenossenschaft Fläming e.G. Alle Inputstoffe werden vor Ort erzeugt. Damit entfallen Transportkosten und die Wertschöpfung bleibt in der Region. Die Biogasanlage erzeugt wetterunabhängig Strom und Wärme.
Drei im Jahr 2014 in fünfmonatiger Bauzeit errichtete Enercon-E-115-Windkraftanlagen haben einen Rotordurchmesser von 115 Metern und eine Nabenhöhe von 149 Metern, was eine Gesamthöhe von 206,5 Metern ergibt. Ihre Nennleistung beträgt jeweils 3000 kW. Die Enercon-E-115-Windkraftanlagen Feldheim ersetzen vier im Jahr 1995 errichtete Enercon-E-40-Windkraftanlagen mit 65 Metern Nabenhöhe, 40 Meter Rotordurchmesser und 500 kW Nennleistung.
Im Jahr 2019 wurden drei Enercon E-141 EP4 mit 129 Meter Nabenhöhe, 141 Meter Rotordurchmesser und 4200 kW Nennleistung errichtet.

### Feldheim Energie GmbH & Co. KG

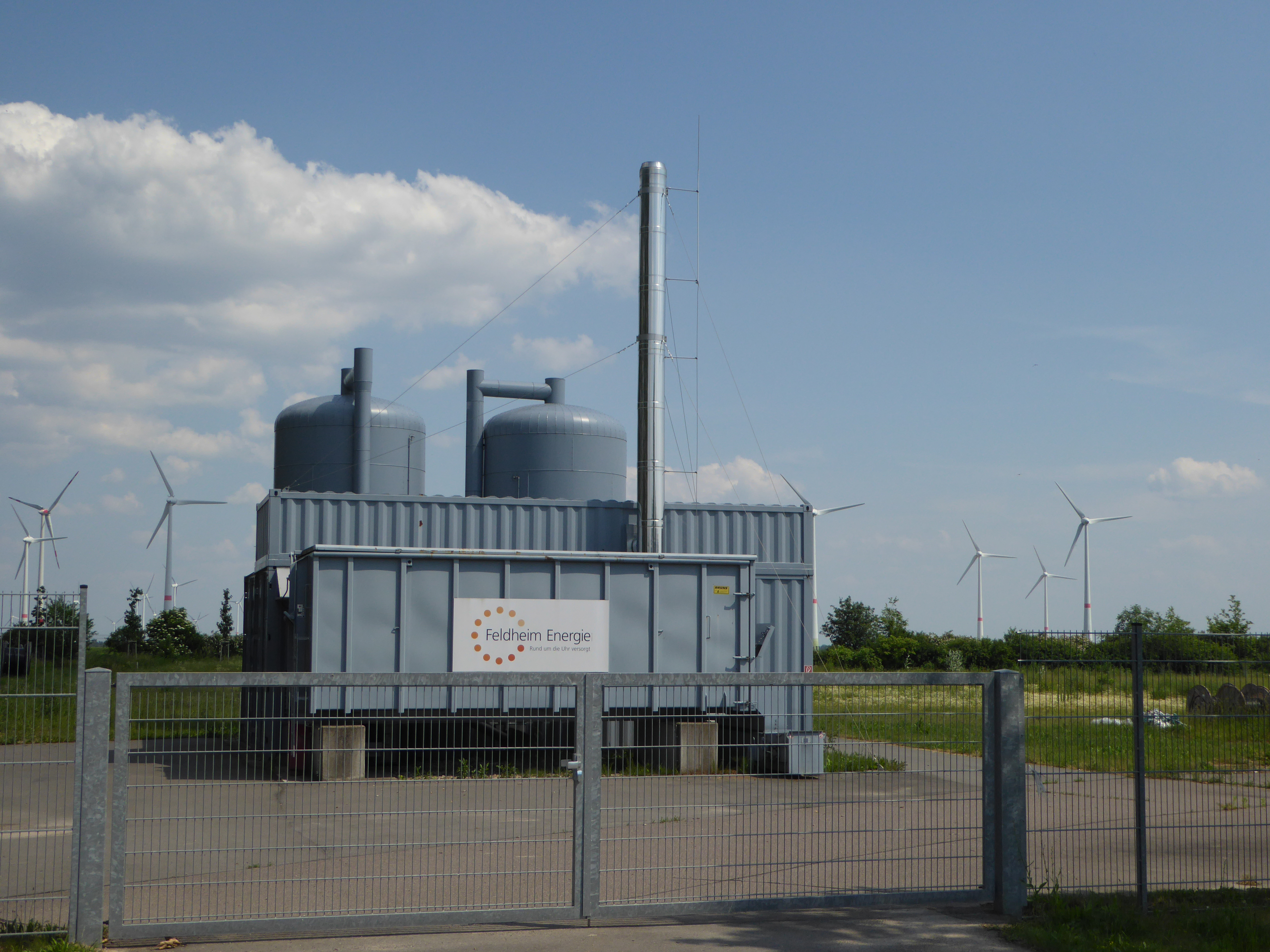
Wärme für Feldheim

Die Energiequelle GmbH hat zusammen mit den Feldheimer Einwohnern und Firmen das Projekt Energieautarker Ort Feldheim gestartet, welches bisher einmalig in Deutschland ist. Aus dieser Initiative entstand die Feldheim Energie GmbH & Co. KG, in der nur Grundstückseigentümer aus Feldheim Kommanditisten sind. Die individuell angeschlossenen Haushalte werden autark über separate Verteilernetze mit Strom und Wärme aus erneuerbaren Energien vor Ort versorgt. Die Wärmelieferung erfolgte ab Dezember 2009 aus der Biogasanlage, die Strombelieferung erfolgte ab Oktober 2010 direkt vom nahe gelegenen Windpark. Im Zuge der Baumaßnahmen der Feldheim Energie GmbH & Co. KG wurde gleichzeitig die Telekommunikation modernisiert.

## Infrastruktur
Die Einwohner der Ortsteile haben wochentags täglich etwa sechsmal die Möglichkeit, mit dem Linienbusverkehr nach Treuenbrietzen zu fahren. Die Schülerbeförderung wird durch den Linienbusverkehr abgedeckt.
Neben zahlreichen Veranstaltungen im Jahr werden regelmäßig Arbeitseinsätze zur Pflege und Erhaltung der Sportanlagen, Grünflächen und Rastplätze durch die Vereine und Gruppen im Jahr durchgeführt. Durch das Engagement der Vereine und Gruppen haben alle Einwohner die Möglichkeit, sich in der Freizeit je nach Belieben zu betätigen und in das Dorfleben einzubringen.
Kindereinrichtungen, wie Schulen, Krippen und Kindertagesstätten sind nicht im Ort vorhanden. Der einstige Kindergarten in Feldheim wurde Ende des Jahres 1994 geschlossen. Die nächstgelegene Kindertagesstätte befindet sich im Nachbarort Marzahna in zirka 3 km Entfernung. Gemeinsam mit den Nachbarorten setzen sich die Bürger Feldheims für den Erhalt der Kita ein. Insbesondere die Kita Marzahna wird bei Dorffesten zur Ausgestaltung des Kulturprogramms mit eingebunden. Je nach Bedarf werden auch Kinder in Kindereinrichtungen der Stadt Treuenbrietzen untergebracht. Die Kinder gehen in die Grundschule Treuenbrietzen, später je nach Wunsch auf das Gymnasium Treuenbrietzen oder in die umliegenden Ortschaften, wie Brück oder Jüterbog.
Seit 21 Jahren besteht mit dem Heimatverein Schwabeck eine partnerschaftliche Beziehung zur Gemeinde Feldheim (Niederschönenfeld) bei Niederschönenfeld in Bayern. Ebenfalls seit 20 Jahren besteht mit dem Sportverein SV Eintracht Feldheim 81 e. V. eine freundschaftliche Beziehung zum Sportverein SV Balkhausen in Seeheim-Jugenheim in Hessen. Regelmäßige Besuche werden insbesondere zu Vereinsjubiläen durchgeführt.

## Baugestaltung und -entwicklung
Eine gültige Ortsgestaltungssatzung ist nicht vorhanden. Bei sämtlichen Sanierungsarbeiten wurde darauf geachtet, den charakteristischen Ursprung zu beachten und beizubehalten. Insbesondere bei der Fassadensanierung wird darauf geachtet, nach Möglichkeit, die Gestaltung nach historischem Vorbild vorzunehmen. Nicht mehr zum ursprünglichen Zweck genutzte landwirtschaftliche Gebäude wurden abgerissen und die Grundstücksflächen wurden verkauft. Zunehmend wird der energetische Gesichtspunkt in Betracht gezogen. In Feldheim und Schwabeck sind vereinzelte Grundstücke mit Solaranlagen auf dem Dach zur Eigenversorgung ausgestattet.
Der Sportplatz Feldheim verfügt über eine ganz besondere Ausstattung. Durch Unterstützung von Sponsoren konnte eine Flutlichtanlage und ein Kinderspielplatz errichtet werden. Zur Durchführung zahlreicher Veranstaltungen wurde ein Teil der Grundstücksfläche gepflastert und eine Tanzfläche hergestellt. Schwabeck nutzt das ehemalige Feuerwehrhaus als Gemeinschaftsraum für Veranstaltungen. Die Erhaltung der Anlagen erfolgt ausschließlich durch den Sportverein.
Die aktive Freiwillige Feuerwehr Feldheim sorgt für den Brandschutz und die allgemeine Hilfe. Ihr Domizil ist ein modern ausgestattetes Feuerwehrhaus in der Dorfmitte. Seit 2009 verfügt das Gebäude über eine Heizungsanlage und sanitäre Ausstattung.

### Brunnen
Feldheim hat am Nordausgang des Dorfes ein eigenes Wasserwerk, welches im Jahr 2000 technisch modernisiert wurde. Im Jahr 2008 erfolgten die Erneuerung der Fassade und Außenanlagen. Inzwischen werden mehrere Ortschaften mit Trinkwasser versorgt. Über drei Brunnen (Bohrtiefe 80 m) wird das Wasser gefördert. Der sichtbare Wasserberg ist ein Erdbehälter direkt neben dem Wasserwerk und dient zur Speicherung des Wassers. Im Jahr 2009 wurde im Zuge der Neuverlegung des Nahwärme- und Stromnetzes vom Wasserwerk in alle Haushalte eine neue Trinkwasserleitung verlegt.
Weiterhin sind in Schwabeck die alten Brunnen zur Wasserversorgung erwähnenswert. Ursprünglich wurden im 19. Jahrhundert die Brunnen zur Eigenwasserversorgung bis zur Errichtung einer Pumpstation in Feldheim um 1900 für beide Ortschaften genutzt. Nach Gründung des Heimatvereins Schwabeck im Jahr 1997 wurden die Brunnen wieder erneuert. Die neu gestalteten Brunnen gehören bei Dorffesten zum alten Brauchtum.

### Kirchen

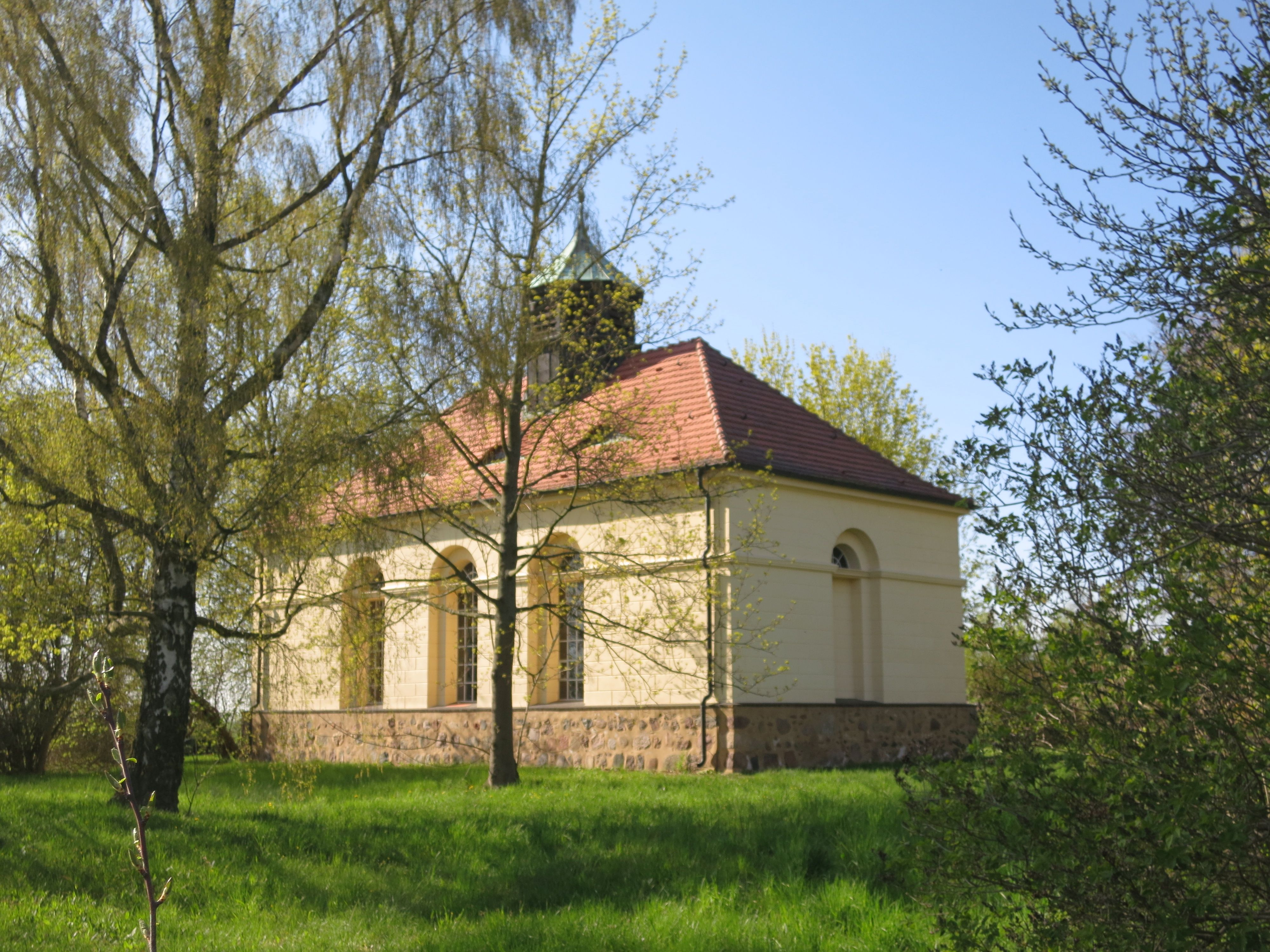
Kirche in Feldheim

Als spezifische Baudenkmale sind die zum Kirchenkreis Wittenberg zählenden Kirchen in Feldheim und Schwabeck zu nennen. In beiden Dörfern wurden die Kirchen bereits im 13. bis 14. Jahrhundert errichtet.

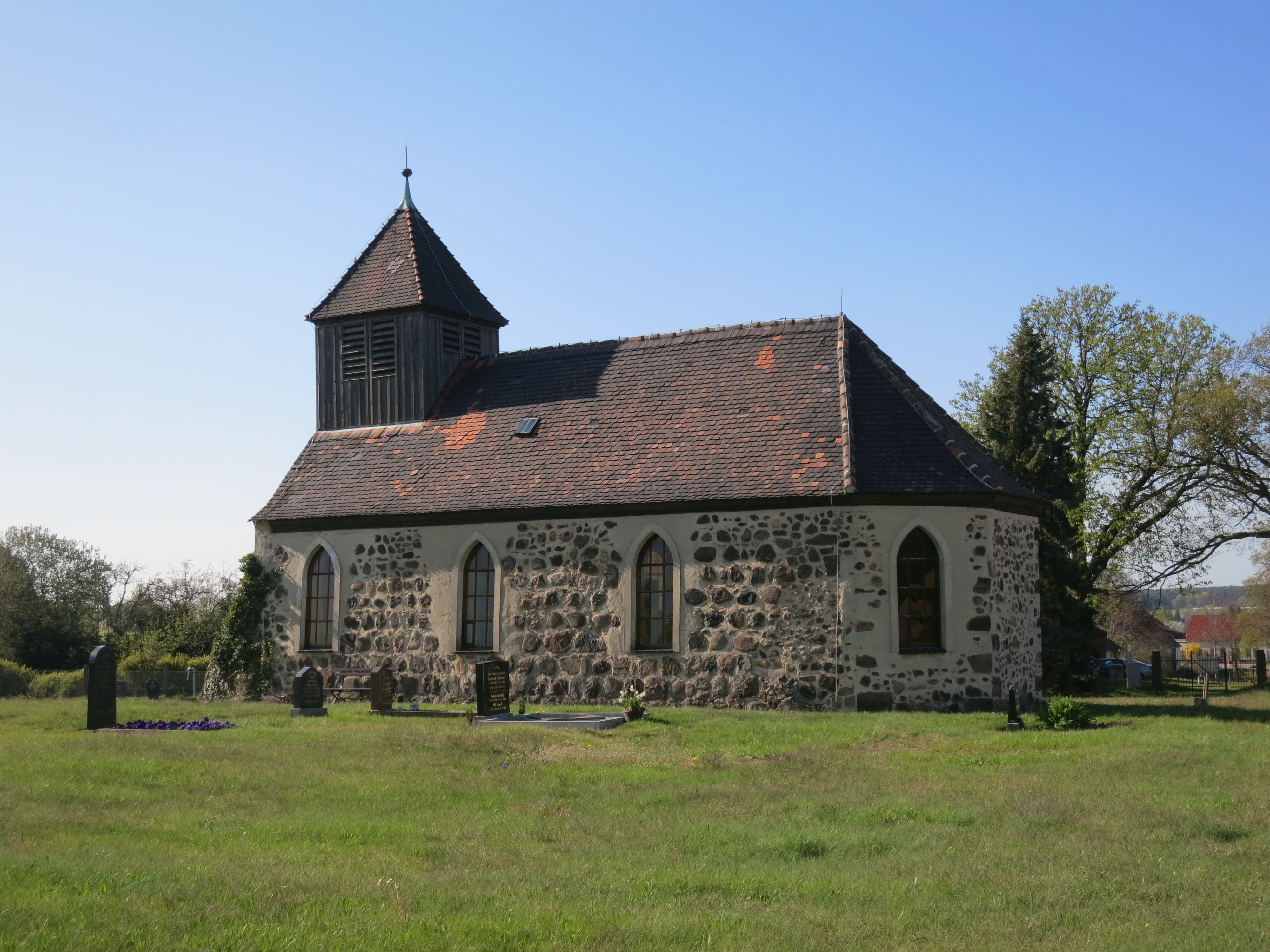
Kirche in Schwabeck

Die Kirche in Schwabeck liegt am südlichen Ortsende und ist umgeben vom Friedhof. Ursprünglich wurde die Kirche aus Feldsteinen als einfache Rechteckkirche mit Nordportal und Priesterpforte auf der Nordseite gebaut. Im 18. Jahrhundert wurde die Kirche auf der Ostseite unter Verwendung von Ziegelsteinen erweitert. Anfang des 20. Jahrhunderts wurden die Fenster neugotisch verändert, die Kirche komplett erneuert und mit einem Dachturm samt Glocke ausgestattet. Die letzte Renovierung war 1964.
Auf den evangelischen Friedhöfen in Feldheim und Schwabeck sind auch Kriegsopfer begraben.

### Grüngestaltung
In beiden Ortsteilen besteht die Freiraumgestaltung auf den öffentlichen Flächen zumeist aus Rasenflächen, vereinzelt mit Baum- oder Strauchbestand. Die öffentliche Rasenfläche am Dorfteich soll zukünftig durch eine Umgestaltung mit arttypischen Gehölzen verschönert werden. Ein Konzept liegt noch nicht vor. Der Friedhof Feldheim hat einen alten Baumbestand, vorhanden sind unter anderem Eichen und Ahorn. Die Pflege der Rasenflächen auf den Friedhöfen erfolgt durch das Kirchenamt, bzw. durch Arbeitseinsätze der Dorfbewohner. Die Pflege der Kriegsgräber erfolgt ehrenamtlich durch Dorfbewohner. Die Grünflächen auf den öffentlichen Grundstücksflächen, werden durch den Bauhof gepflegt. Die öffentlichen Grundstücksflächen vor den Wohnhäusern werden von den Anwohnern gepflegt. Die Dorfteiche in Feldheim, Schwabeck und Schwabeck/Gasthof dienen als Löschwasserteiche.
Vorhandene lineare Gehölzstrukturen werden erhalten bzw. neu angelegt. Dabei werden in Windschutzstreifen und Baumreihen vorhandene Hybridpappeln oder Sträucher bei Abgang durch heimische Gehölze wie Stieleichen, Feldulme, Birke, Espe oder Obstbäume ersetzt.

## Auszeichnungen
- 2009 Innovationspreis Erneuerbare Energien des Landkreises Potsdam-Mittelmark (Agenda-Preis) für das Projekt „Energieautarker Ortsteil Feldheim der Stadt Treuenbrietzen“[8][9].
- 2014 Deutscher Solarpreis für den Aufbau einer autarken Versorgung auf Basis erneuerbarer Energien.[10]

## Gemeindepartnerschaften
Freundschaftliche Verbindungen bestehen seit der Wiedervereinigung mit der Gemeinde Niederschönenfeld im Landkreis Donau-Ries in Bayern.